# Alfred Dahlqvist

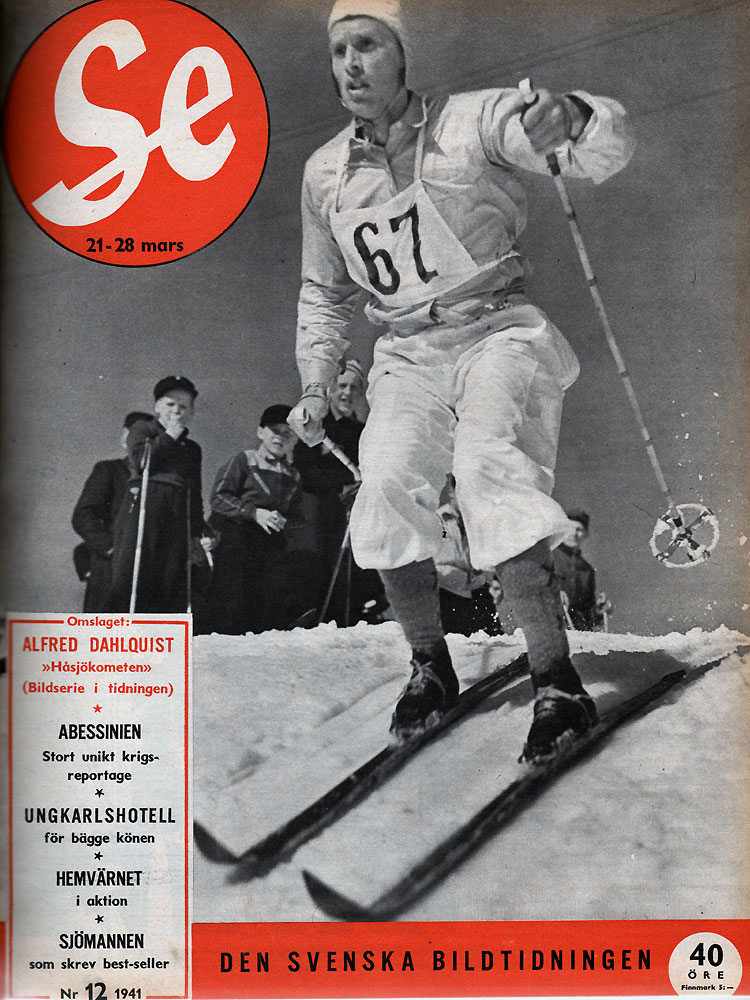
Alfred "Håsjö" Dahlquist på omslaget av Se 1941

Alfred "Håsjö" Dahlqvist, född 31 maj 1914 i Håsjö församling, död 21 oktober 1983, var en svensk skidåkare.

## Biografi
Vintern 1931 arbetade Dahlqvist med skogsavverkning och tränade skidor på helgerna. Det var först i samband med mönstring som Dahlqvist planerade att satsa på skidåkning. Han ville komma till Skidlöparkåren i Boden, men bedömdes för vek i samband med mönstringen. Han hamnade då på I 5 i Östersund.

## Karriär
Eldprovet kom den 6 januari 1936 då Kälarne IF anordnat en tvåmilstävling, där bland annat två svenska mästare skulle delta. De två mest  fruktade namnen var Alfred Lif från Orsa och Kalle Lindberg. De två var uttagna för att senare åka olympiaden i Ga-Pa. Den tävlingen vann Dahlqvist över Lit med över sju minuter. Det var då namnet Håsjökometen myntades. Det namnet följde sedan med honom under alla tävlingsåren.
Förutom Svenska Dagbladets guldmedalj blev han genom sin VM-seger på 18 km i Cortina den första världsmästaren för Sverige sedan VM instiftades. Samma sträcka vann han i Lahtis fyra veckor senare. I Umeå segrade han på de båda sprintersträckorna, 15 och 30 kilometer.
Dahlqvist utvecklade diagonalstilen och ansågs vara Sveriges dittills bäste "klättrare" på skidor. Han vann 18 km och tog ytterligare två medaljer i världsmästerskapen, 1941, ett mästerskap som dock annullerades efter andra världskriget. Han tog silver i världsmästerskapen 1938 och vann i skidspelen i Lahtis 1941. Han vann sammanlagt sju individuella svenska mästerskap 1938-1942 samt ingick i Östersunds SK:s guldlag i stafetten 1943.

### Resultat
- 1941 - Svenska Dagbladets guldmedalj för årets största idrottsbragd.
- 1941 - Inofficiellt VM-guld på 18 km i Cortina
- 1941 - Inofficiellt VM-brons på 50 km i Cortina
- 1938 - VM-silver 1938 på 18 km i Lahtis
- 1941 - Guldmedalj på 18 km i Lahtis
- 1938-1942 - Sju individuella svenska mästerskapstitlar